# Rade Milutinović
Rade Milutinović (kyrillisch: Раде Милутиновић) (* 28. Januar 1968 in Belgrad) ist ein ehemaliger serbischer Basketballspieler.

## Laufbahn
Milutinović entstammt dem Verein KK Roter Stern Belgrad. 1985 wurde er mit Jugoslawiens Auswahl an der Seite von Vlade Divac und Toni Kukoč Kadetteneuropameister. 1985/86 und 1987/88 spielte er für die Hochschulmannschaft der U.S. International University in San Diego (US-Bundesstaat Kalifornien), zwischenzeitlich kehrte er in seine Heimat zurück.
Er spielte in den Jahren nach seiner Rückkehr aus den Vereinigten Staaten bei IMT Belgrad und KK Sloga, in der Saison 1993/94 gewann er mit Roter Stern Belgrad den jugoslawischen Meistertitel, zu seinen Mannschaftskameraden dort zählte Saša Obradović. Nach einem Zwischenhalt bei KK Borovica Ruma kehrte Milutinović zu IMT (Beopetrol) Belgrad zurück (1997–1999). Zu Beginn der Saison 1999/2000 stand er in Diensten des israelischen Klubs Maccabi Kirjat Motzkin, schloss sich im Laufe der Saison dann Rogla Atras (Slowenien) an.
Zur Saison 2000/01 wechselte er zum deutschen Bundesligisten Mitteldeutscher BC. Beim Bundesligisten war er der Liebling der Anhängerschaft, erhielt im Anschluss an die Saison aber kein neues Vertragsangebot von der Mannschaft. Der zwei Meter große Flügelspieler hatte in 28 Bundesliga-Einsätzen im Schnitt 7,5 Punkte erzielt und drei Korberfolge seiner Nebenleute vorbereitet.
In der Saison 2001/02 spielte er kurzzeitig wieder für Roter Stern Belgrad.